# 滨河街道 (乌海市)
滨河街道，是中华人民共和国内蒙古自治区乌海市海勃湾区下辖的一个乡镇级行政单位。

## 行政区划
滨河街道下辖以下地区：
镇北社区、白楼社区、滨河社区、中河源社区和湖东社区。